# Helicotylenchus multicinctus
Helicotylenchus multicinctus  es una especie de nematodo fitopatógeno en las plantas que afecta principalmente a los bananos y plátanos. Los nematodos del género Helicotylenchus son nematodos espirales y se alimentan de una gran variedad de especies de plantas.

## Historia
Helicotylenchus multicinctus fue descrito por primera vez por Nathan A. Cobb en 1893 como Tylenchus multicinctus. Después de un estudio adicional realizado por AM Golden en 1956, se transfirió al género Helicotylenchus, como nematodo parásito de una planta de los plátanos, a menudo se considera el segundo en importancia para Radopholus similis.

## Distribución
Se encuentra en la mayoría de las regiones del mundo donde crecen bananos y plátanos, incluidas las regiones tropicales y templadas de Asia, África, América del Norte, América Central, América del Sur y las islas del Pacífico.

## Ciclo de vida
El ciclo de vida promedio es de 30 a 45 días. La primera etapa juvenil y la primera muda se completan dentro del huevo. Los juveniles de segunda etapa poseen una cola digital. 
El esófago mide el 41% de la longitud del cuerpo con un estilete de 14µ. Después de la segunda muda, la cola desaparece y hay un rápido crecimiento en la región del intestino. El desarrollo de la gónada femenina comienza en la tercera etapa juvenil, con el esófago que mide 28% de longitud corporal y el estilete mide 18µ. Después de la cuarta muda, las gónadas femeninas están completamente desarrolladas, pero la vulva y la vagina no son visibles hasta que se completa la muda. Una hembra adulta tiene un esófago que mide 22% de longitud corporal y un estilete de 22.5µ. Los machos son más cortos y delgados que las hembras.